# Linux基金會
Linux 基金會（英語：Linux Foundation，簡稱 LF），是一家非营利性技术贸易协会，致力于促进Linux和其它开源软件的协同开发，并支持“历史上最大的共享技术资源”。

## 历史

Linux基金會於2007年的舊標誌

它起始于2000年的开源码发展实验室（OSDL），在2007年与自由標準組織（Free Standards Group, FSG）合并后成为现在的组织。Linux基金会赞助Linux创始人Linus Torvalds和主管维护者Greg Kroah-Hartman的工作，并由倡导Linux和开源的公司支持，包括思科，富士通，惠普，IBM，英特尔，微软，NEC，甲骨文，高通和三星等知名的科技公司，以及来自全世界的开发商 。近年来，Linux基金会通过活动，培训和认证以及开源项目扩大了服务范围。
该基金会不断发展，以“众基金会的基金会”的角色推广Linux操作系统以外的开源软件项目，托管了涵盖云计算、网络、区块链和硬件等各种主题的项目。

## 宗旨
通过提供开放源码所需的统一资源和服务，与封闭平台能成功的竞争，从而促进，保护和标准化Linux。

## 贊助對象
這個聯盟贊助Linux創造者林纳斯·托瓦兹的工作，並且獲得全世界支持Linux的社群與開發者的支持。

## 项目

### Linux.com
2009年3月3日，Linux基金会宣布将从其以前的拥有者SourceForge接管Linux.com的管理。
该网站于2009年5月13日重新启动，从以前的新闻站点化身转变成为服务器，桌面/上网本，移动和嵌入式领域的Linux教程，信息，软件，文档和答案的核心来源。它还包括一个Linux软件和硬件目录。
很像Linux本身，Linux.com计划依靠社区来创建和驱动内容和对话。

### 培训和认证
Linux基础培训计划直接来自Linux开发人员和开放源代码社区的领导者的指导和内容。
参与者所接受Linux培训，是中立于供应商的，技术先进的，并与Linux开发社区的实际领导者一起创建的培训。 Linux基金會的Linux培训课程网上在线和到客户现场（在活动中和在企业现场中），为与会者提供广泛的和基础的知识，和使其在职业生涯中蓬勃发展的人际网络。
2014年3月，Linux基金会和edX合作，提供了一个免费的大规模开放在线课程，名为“Linux简介”，这是这两个组织的进行中的免费产品系列中的第一个，其目前的MOOC目录包括DevOps简介，Cloud Foundry简介，和Cloud Native软件架构，Apache Hadoop简介，Cloud Infrastructure Technologies简介和OpenStack简介。

### Linux标准规范
Linux标准规范或LSB（英語：Linux Standard Base，缩写为LSB）是由Linux基础组织结构下的多个Linux发行版的联合项目，以标准化与Linux操作系统一起使用的软件系统结构或文件系统层次。LSB基于POSIX规范，单一UNIX规范和其他几个开放标准，但是将其扩展到某些领域。

### OpenPrinting

Linux/Unix CUPS printing architecture.

OpenPrinting工作组是属于Linux基金會的网站，它为Linux下的打印提供文档和软件支持。2006年，LinuxPrinting.org形成并成为自由标准组织的一部分。
他们开发了一个数据库，列出了各种制造商的各种打印机。 该数据库允许人们就每个打印机的支持和质量进行报告，并且还会报告每个打印机供应商对Linux的支持。 他们还创建了一个插入通用Unix打印系统（CUPS）的脚本。

### 专利共享项目
该专利共享包括已提供给开源软件社区所有的专利软件。对于软件被认为是公认的，专利所有人必须保证开发商不会因侵权而被起诉，尽管使用专利代码可能会受到一些限制。 这个概念在2001年发布专利承诺时首先被紅帽公司提出。

## Linux基金会项目
Linux基金会项目（原为“合作项目”）是独立资助的软件项目，利用协同发展的力量来推动行业和生态系统的创新。 来自世界各地的500多家公司和数千名开发人员为这些开源软件项目做出了贡献。

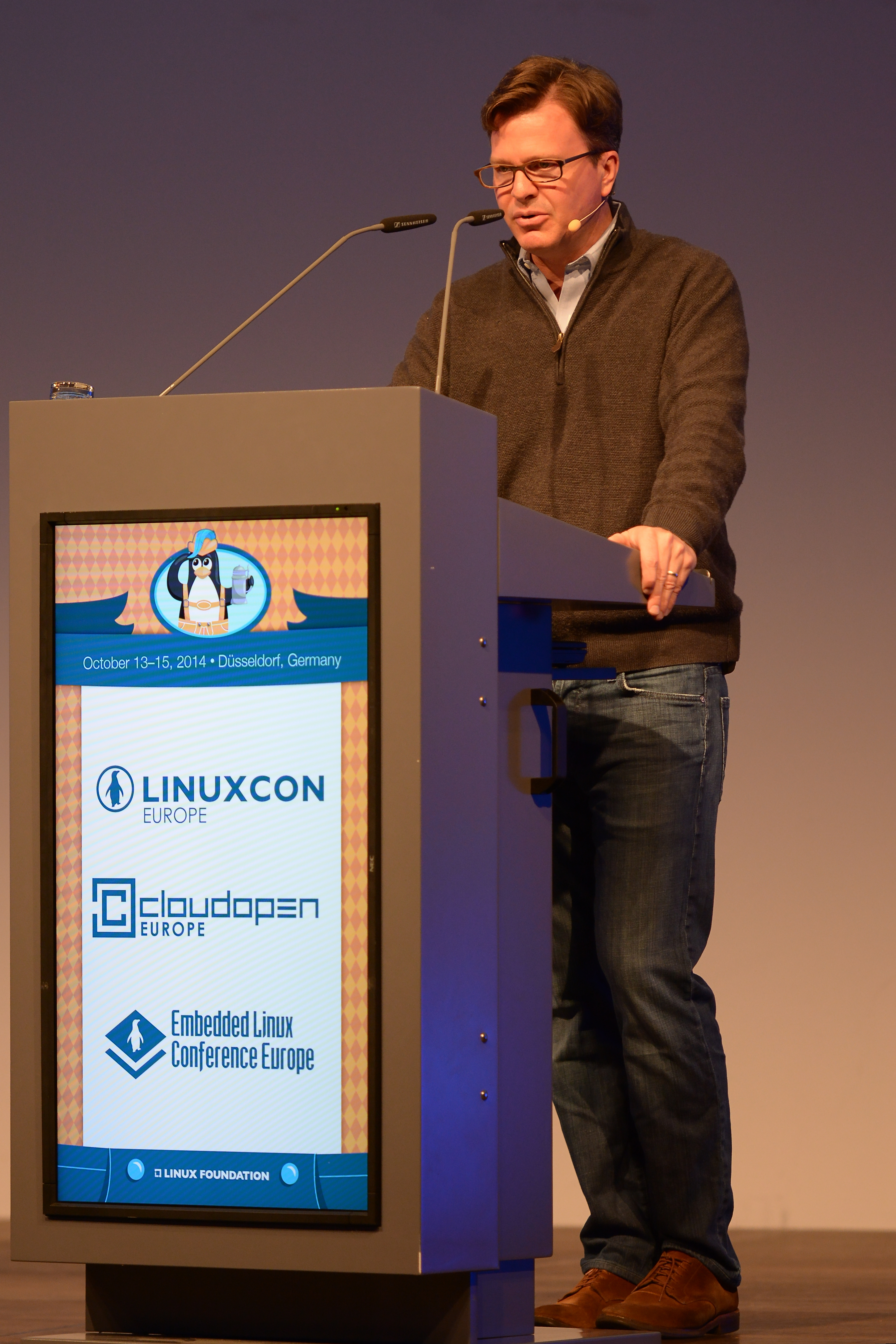
Jim Zemlin在LinuxCon Europe 2014大会的开幕式上

截至2015年9月，Linux Foundation合作项目中的源代码总数为115,013,302行源代码。 估计这些项目合作开发步骤所需的努力总量为41192.25人。 换句话说，需要1356名开发人员进行30年时间的才能重新建立这样的代码库。 Linux Foundation合作项目的开发成本的总体经济价值估计为50亿美元。
一些项目包括（按字母顺序）：

### AllJoyn
AllJoyn是连接设备和服务的开源应用程序框架，在2013年Allseen联盟下形成。该项目现在由开放连接基金会（OCF）作为独立的Linux基金会项目赞助。

### OpenDaylight
OpenDaylight是一个社区主导的，开放的，行业支持的框架，用于加速采用，促进新创新，降低风险，并为软件定义网络创建更透明的方法。

### TARS基金会
TARS基金会（英文：TARS Foundation），是Linux基金会旗下的一个非盈利性开源微服务基金会。它致力于构建一个健康、开放的微服务开源生态，让企业能在创新领域和扩展应用程序时充分利用微服务架构的优势。同时，TARS基金会努力解决使用微服务时可能出现的问题，并希望容纳各种自下而上的内容以构建更好的微服务生态系统。
目前托管在TARS基金会的开源项目有TARS、TSeer、Dcache、TarsGateway、TarsBenchmark、TarsJMeter、K8STARS等，未来会吸纳更多上下游的开源项目，以建立更好的微服务生态，包含但不限于基础设施、网络通信、存储、开发框架、服务治理、DevOps工具链和基于任何编程语言的应用，同时也会发展演进ServiceMesh和Serverless架构。

### Xen项目
Xen项目团队是开发Xen虚拟机管理程序的全球开源社区，为Linux PVOPS框架，Xen®Cloud Platform和Xen®ARM做出了贡献。

### Yocto計劃
Yocto项目是一个开源协作项目，提供模板，工具和方法，帮助为嵌入式产品创建自定义的基于Linux的系统，而不管硬件架构如何。 它成立于2010年，作为许多硬件制造商，开源操作系统供应商和电子公司之间的合作，为嵌入式Linux开发的混乱带来了一些秩序。

### 其他
- DPDK

## 会员
截至2017年1月，共有超过260多名企业会员确认了Linux基金会的理念和使命：
1. 白金会员（12名）每个会员每年捐出50万美元，其中包括 （按字母顺序排列）：AT&T[13], 思科系统, 富士通, 日立, 华为, IBM, 英特尔, 微软, 日本電氣, 甲骨文公司, 高通, 三星电子
2. 黄金会员（19名）每个会员每年捐出10万美元，包括 （按字母顺序排列） 埃森哲（Accenture）, 思杰系统（Citrix Systems）, Doky, Ebay, EMC, Facebook, Google, Mazda, NetApp, Panasonic, PlumGrid, Renesas, Seagate, Suse, Symantec, Toshiba, Toyota, Verizon Terremark, VMware[14]
3. 白银会员（244名）每个会员每年捐赠5,000-20,000美元（按雇员数量增加），例如 （按字母顺序排列） Adobe, ADP, Advanced Telematic, Agenda, Aisin Aw, AliCloud, AllGo, AllWinner, Alps, Altera, Amarula Solutions, Amazon, AMD, Amihan Global Strategies, Apcera, AppFormix, Apprenda, ARM, Atlassian, Autodesk, Avi Networks, Axis, BayLibre, Barefoot Networks, BasysKom, Bell Canada, Bitdefender, Bitnami, BlackDuck, Bloombase, BMC, Borqs, Bosch, Broadcom, Bromium, CA Technologies, Calastone, Calix, Canonical, CapitalOne, Cavium, Centrify, China Mobile, China Merchants Bank, China Telecom, Cinemo, Cirrus Logic, Cleversafe, Cloudbase Solutions, Cloudify, CloudLinux, CloudSoft, Cluster HQ, CME Group, Codethink, Collabora, Comcast Cable, Compuware, Concurrent, Container Solutions, ContainerShip, Core OS, Endpoint Protector, Credativ, Cumulus, Data Centred, Data Kinetics, Datawise.o, Datto, Daynix, Deis, Dell, Denso, Denx, DigitalOcean, Docker, DreamHost, DreamWorks Studios, DTCC, EasyStack, Eldarion, ENEA, Electronics And Telecommunications Research Institute|ETRI, Ericsson, Eureka, Exablox, Exoscale, Fluendo, FOSSter, Foxt, Fuji Heavy Industries, Fusion-Io, GenyMobile, GitHub, GlobalLogic, Goldman Sachs, Harman, Hi Corp., Honda, Hewlett Packard Enterprise, HSA Foundation, Igalia, Iguaz.io, IIX, Imagination, Infoblox, Innovium, Intrinsyc, Ishi Systems, Land Rover - Jaguar, Joyent, J.P. Morgan, JVC-Kenwood, Kinvolk, Kismatic, Knowles, Konsulko Group, Kontena, Kyup, Kubique, Lenovo, LG, Linaro, LinBit, Lineo Solutions, Linutronix, Linux Professional Institute, LiveWyer, LMAX Echange, MariaDB, mcCloudWare, Mediatek, Meinberg, Mellanox, MentorGraphics, Mesosphere, MetaSwitch, Metaswitch Networks, Meyer Sound, Microchip, Micron, Micware, Millenium, Miracle, Mitsubishi Electric, Monax, National Instruments, NCSoft, NexB, Nexenta, Next Thing Co., Nextiva, Nginx, NIpa, Nissan, Nokia, NTT, NTTData, Nutanix, Nvidia, NXP, OSSystems, OrangeFS, OpenLogic, OpenSynergy, Open vStorage, SADL, OwnCloud, Palamida, Paxos, PayPal, Pelagicore, Pinterest, Pioneer, Pivotal, Plansys, Plexistor, Polyverse, Portworx, Produban, Proxmox, The Qt Company, Rackspace, Raisecom, Rancher, Rausch Netzwerktechnik, Red Hat, Resin.io, Restlet, Ricoh, Robin, RUsBITech, RX-M, Sampo Software, SanDisk, SAP SE, Savoir-Faire Linux, Scality, Scalock, SELTECH, Serenata Flowers, sgi, Siemens, Sine Nomine Associates, SmartBear, Solace Systems, Solarflare, Sony, Soramitsu, SR Labs, StorageOS, Suntec, Supernap, SwiftStack, Symbio, Symphony Teleca, Synopsys, Sysdig, Target, Tech Mahindra, Texas Instruments, ThunderSoft, Tick42, TimeSys, Toyotsu Electronics, Travelping, Treasure Data, Tuxera, Twistlock, Twitter, Univa, VALVe, Vicom Infinity, Virtual Open Systems, Wercker, Western Digital, Williams Garcia, Wind, Witekio, Witz Corporation, Deepin, Xilinx, Yahoo!, ZTE
4. 关联公司（7名）: Clemson, Fondazione Inuit, Konkuk University, NXT, Seneca, Zhejiang University, Trace

基金会董事会成员由公司会员选举（付费高的会员选举更多董事）。会员资格也向个人开放（使他们能够集体选举两名董事，并分别担任这两个席位之一），直到2016年1月，当时这些条款被取消。个人现在只能是“支持者”。

## 活动
Linux基金会活动 （页面存档备份，存于）是最重要的开源项目的创作者，维护者和从业者汇聚一堂的地方。 2015年的Linux基金会活动吸引了来自85个国家的3,100多个组织的近15,000名开发人员，维护人员，系统管理员，思想领袖，企业高管和其他行业专业人士。 许多开源项目还将其活动与Linux基金会活动相结合，以利用跨行业与同行业项目的合作。
计划2016活动将涵盖开源的各种趋势，包括大数据，云原生应用程序，容器，IoT，网络，安全性等。
- Enterprise End User Summit
- Linux Security Summit
- TIZEN Developer Summit
- TIZEN Developer Conference
- Open Compliance Summit
- Enterprise Users Meeting
- Collaboration Summit
- AllSeen Alliance Summit
- OPNFV Summit
- Linux Security Summit
- Linux Plumbers Conference
- Open Daylight Summit
- Xen Project Developer Summit
- Xen Project User Summit
- The Annual Linux Kernel Summit
- Korea Linux Forum
- CloudStack Days
- MesosCon
- KVM Forum
- ContainerCon
- Automotive Linux Summit
- CloudOpen
- LinuxCon
- ApacheCon
- Embedded Linux Conference cf. http://www.embeddedlinuxconference.com/ （页面存档备份，存于）
- Android Builders Summit
- VAULT Linux Storage and Filesystem Conference

## 爭議事件

#### Linux基金會移除俄羅斯維護者名單
2024年10月，由於美國的制裁，Linux基金會將11名俄羅斯開發人員從Linux內核專案中的子系统维护者名单中除名。這些维护人員的移除是由美國的制裁引發的，這些制裁旨在限制技術和服務流向俄羅斯。雖然 Linux 本身是一個開源專案，但它的開發和維護涉及全球貢獻者社區。然而，制裁迫使Linux基金會採取措施確保合規性。 

## 外部連結
- 官方网站 
  - Linux Foundation Training （页面存档备份，存于）
- Linux.com
- Linux Foundation Publications
- Linux Adoption Trends: A Survey of Enterprise End Users